# Каракалпакстан
Каракалпакста́н — суверенна республіка на північному заході Узбекистану. Площа республіки становить 166 тис. км². Столицею республіки є місто Нукус.

## Етимологія
Назва Каракалпакстан походить від етноніму каракалпаки та продуктивної топонімічної приставки -стан, за допомогою якого утворюються назви країн та місцевостей проживання народу, зазначеного в першій частині топоніму.

## Політичний устрій
Найвищим законодавчим органом республіки є Джокаргійський кенгеші Каракалпакстанського краю — парламент, що складається з депутатів, обраних на п’ятирічний термін за багатопартійною системою. Голова парламенту обирається із депутатів парламенту та виконує функції глави республіки. Він обирається на строк до п’яти років і не може перебувати на посаді більше двох термінів поспіль.
Виконавчу владу здійснює Рада Міністрів — уряд Республіки Каракалпакстан, який є вищим органом державного управління. У республіці діє власна Конституція, ухвалена 9 квітня 1993 року, яка має чинність разом із Конституцією Республіки Узбекистан. Каракалпакстан також має власні державні символи: герб, прапор і гімн.

### Статус
Глава XVII Конституції Республіки Узбекистану присвячена правовому статусу Каракалпакстану. Згідно зі статтею 85, Каракалпакстан є суверенною республікою, яка входить до складу Республіки Узбекистан, а її суверенітет гарантується Узбекистаном. Стаття 90 визначає, що взаємовідносини між Республікою Узбекистан і Республікою Каракалпакстан регулюються на основі Конституції Узбекистану, а також відповідних договорів і угод, укладених між обома сторонами. Згідно зі статтею 22, кожен громадянин Республіки Каракалпакстан одночасно є громадянином Республіки Узбекистан.
Відповідно до статті 1 Конституції Республіки Каракалпакстан, Каракалпакстан є суверенною демократичною республікою, що входить до складу Республіки Узбекистан. При цьому республіка має право на вихід зі складу Узбекистану, яке може бути реалізоване шляхом проведення загального референдуму.

## Населення
Станом на 1 квітня 2024 року населення Каракалпакстану становило 2 015 000 осіб.
Чисельність населення Каракалпакстану оцінюється в 1,2 млн осіб, 400 тисяч з яких — етнічні каракалпаки, 400 тисяч — узбеки, 300 тисяч — казахи.
Великі міста, крім столиці, Нукуса: Ходжейлі, Чимбай, Кунград, Тахіаташ.

## Історія

### Давня історія
У давнину каракалпаки були скотарями і рибалками, перша згадка про них датується 16 століттям. Під час розкопок поблизу каналу Амірабад, що проводились під керівництвом радянського археолога С. П. Толстова, була виділена, так звана, Амірабадська культура бронзової доби.

### Сучасна історія
Кара-Калпацька автономна область з центром у Турткулі (у 1929—1932 роках центром був Чимбай) була створена у 1924 році в складі Киргизької АРСР, а в 1930 році була перепідпорядкована безпосередньо РРФСР. У 1932 році перетворена на АРСР, а 5 грудня 1936 року ввійшла до складу Узбецької РСР. У 1933 році центром став Нукус. У 1964 році перейменована на Каракалпацьку АРСР. З 1992 року — Республіка Каракалпакстан.

### Протести 2022 року
На громадське обговорення було винесено проєкт нової редакції Конституції Узбекистану, в котрій із опису статуса Республіки Каракалпакстан видалено слово «суверенна», а також забрано згадку про право республіки на відокремлення від Узбекистану. 1 липня 2022 року в республіці почалися протести.

## Адміністративний поділ
Станом на 1 січня 2011 року республіка поділена на 14 районів (районы) і 2 міста (қаласы) республіканського підпорядкування.
| № на карті | Район, місто                     | Центр                    | Площа, км² (2004) | Населення (перепис 1989) | К-сть міст | К-сть міських селищ | К-сть ССГ | Дата утворення |
| ---------- | -------------------------------- | ------------------------ | ----------------- | ------------------------ | ---------- | ------------------- | --------- | -------------- |
| 1          | Амудар'їнський                   | місто Мангіт             | 1021              | 108675                   | 1          | 4                   | 15        | 18.12.1957     |
| 2          | Бірунійський                     | місто Біруні             | 3952              | 109698                   | 1          | 1                   | 13        | 31.12.1964     |
| 3          | Елліккалинський                  | місто Бустан             | 5419              | 83207                    | 1          | 0                   | 13        | 23.03.1977     |
| 4          | Канликульський                   | міське селище Канликуль  | 744               | 29614                    | 0          | 1                   | 7         | 1970           |
| 5          | Караузяцький                     | міське селище Караузяк   | 6053              | 35376                    | 0          | 1                   | 8         | 1975           |
| 6          | Кеґейлійський                    | міське селище Кеґейлі    | 924               | 58584                    | 1          | 2                   | 9         | бл.1926        |
| 7          | Кунградський                     | місто Кунград            | 74496             | 90238                    | 1          | 6                   | 11        | 22.02.1964     |
| 8          | Муйнацький                       | місто Муйнак             | 37487             | 27417                    | 1          | 0                   | 6         | бл.1926        |
| 9          | Нукуський                        | міське селище Акмангіт   | 953               | 41890                    | 1          | 0                   | 6         | 25.12.1968     |
| 10         | Тахтакупирський                  | міське селище Тахтакупир | 21122             | 38710                    | 0          | 1                   | 8         | 1965           |
| 11         | Турткульський                    | місто Турткуль           | 7483              | 115918                   | 1          | 5                   | 15        | 3.07.1927      |
| 12         | Ходжейлійський                   | місто Ходжейлі           | 2353              | 118190                   | 1          | 2                   | 8         | бл.1926        |
| 13         | Чимбайський                      | місто Чимбай             | 1444              | 76422                    | 1          | 1                   | 11        | бл. 1926       |
| 14         | Шуманайський                     | місто Шуманай            | 636               | 36330                    | 1          | 0                   | 7         | 9.01.1967      |
|            | Бозатауський (скасований у 2004) | селище Казанкеткен       | 2269              | …                        |            |                     |           |                |
|            | Нукуський хакіміят               | …                        | 212               | 202219                   | 1          | 1                   | 0         | бл.1933        |
|            | Тахіатаський хакіміят            | …                        | 23                | 42960                    | 1          | 0                   | 0         | 28.09.1971     |
| Загалом    | Загалом                          | Нукус                    | 166591            | 1215448                  | 14         | 26                  | 137       | 16.02.1925     |

- Бозатауський район скасований 11 лютого 2004 року. Його територія включена до Кеґейлійського та Чимбайського районів.[13]
- 18 листопада 2010 року сільський схід Беґжап Ходжейлійського району переданий у підпорядкування Шуманайському району.[14]

## Населені пункти
Станом на 1 січня 2011 року в республіці налічується 14 міст, 26 міських селищ і 137 сільських сходів громадян.
| Міста | Міські селища | Міські селища |
| - Біруні - Бустан - Кунград - Мангіт - Муйнак - Нукус - Тахіаташ - Турткуль - Халкабад - Ходжейлі - Чимбай - Шуманай | - Айтеке - Акмангіт - Алтинкуль - Амірабад - Буліш - Водник - Джумуртау - Елабад - Жаслик - Казанкеткен - Канликуль - Каракалпакстан - Каратау | - Караузяк - Кеґейлі - Киличбай - Кипчак - Кириккиз - Кубла-Устюрт - Міскін - Найманкуль - Нурліюль - Тазабаг - Тахтакупир - Туркменкуль - Хитай |

## Економіка

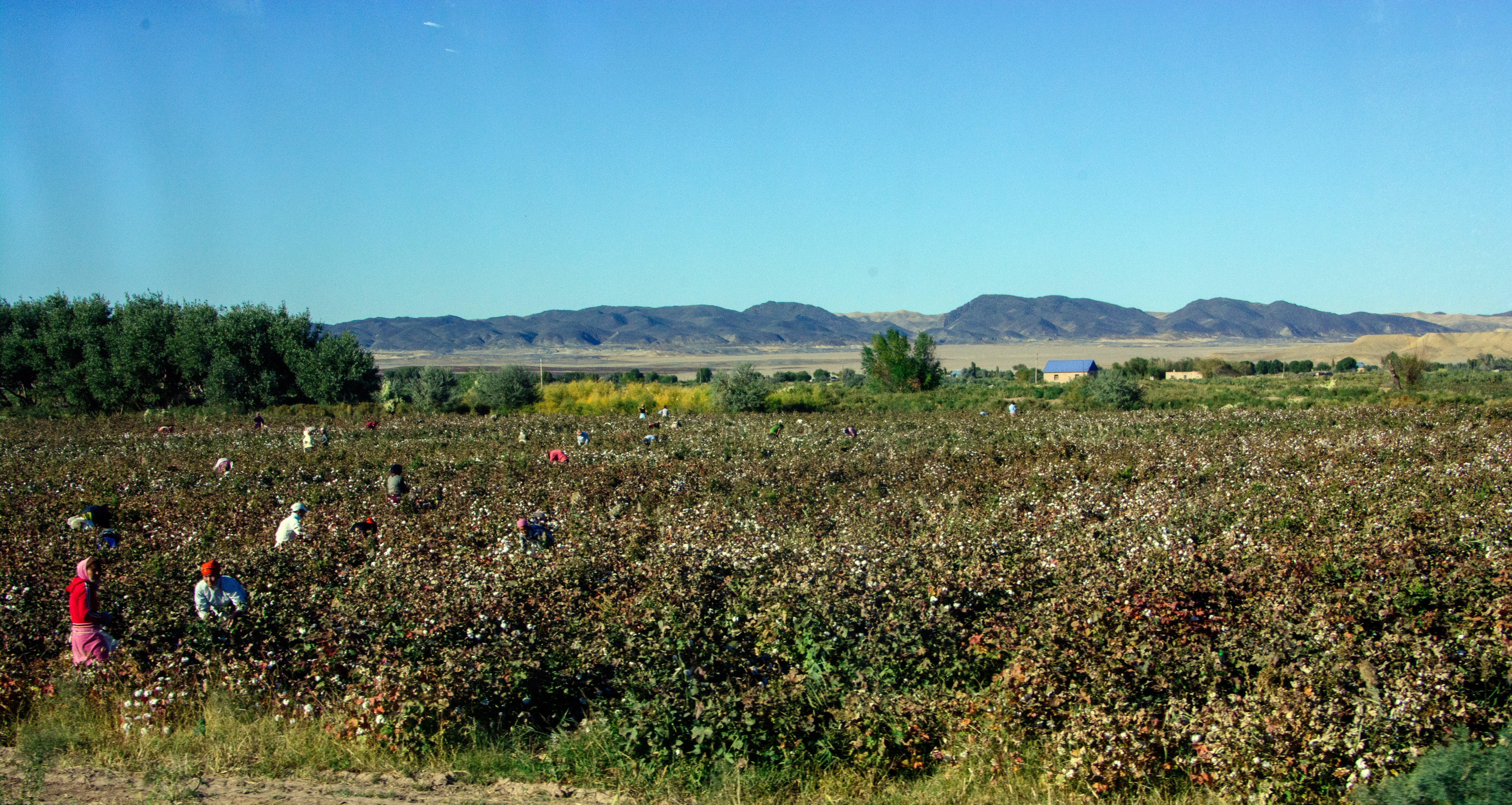
Збір бавовни поблизу Кизил-Кали

Економіка регіону раніше сильно залежала від рибальства в Аральському морі. Зараз вона підтримується вирощуванням бавовни, рису та фруктів, таких як сливи, груші, виноград та абрикоси, а також усіх видів динь. Каракалпакстан здобуває енергію від гідроелектростанції, побудованої ще за радянських часів на річці Амудар'ї, яка раніше була густонаселеною та протягом тисячоліть підтримувала екстенсивне зрошувальне сільське господарство. За часів Хорезмської імперії цей регіон досяг значної могутності та процвітання.
Через столітню зміну клімату та прискорене випаровування Аральського моря, спричиненим людською діяльністю наприкінці 20 століття, ландшафт у регіоні став спустошеним. Стародавні оазиси річок, озер, очеретяних боліт, лісів та ферм висихають та отруюються сіллю, що переноситься вітром, а також залишками добрив і пестицидів з висохлого дна Аральського моря. Літня температура підвищилася на 10°C, а зимова температура знизилася на 10°C. Рівні захворюваності на анемію, респіраторні захворювання та інші хвороби різко зросли.

## Незалежницький рух
Серед національно налаштованої інтелігенції шириться рух за від'єднання Каракалпакстану від Узбекистану. Основними причинами є самобутність каракалпаків, відносна віддаленість республіки від Ташкента, а також неприділення центром уваги основним проблемам Каракалпакстану: екологічним проблемам, зокрема забрудненню довкілля, осушенню Аралу, поганим соціальним умовам тощо. Офіційний Ташкент всіляко заперечує існування в республіці серйозних сепаратистських настроїв.

## Мова
Каракалпакстан має дві офіційні мови — узбецьку та каракалпацьку. За часів СРСР каракалпацька мова послуговувалася кирилицею, із 1996 року, як і в узбецькій, триває перехід на латиницю.

### Виноски
1. ↑  Каракалпацька Республіка, Каракалпакія, Республіка Каракалпакстан, кар. Qaraqalpaqstan Respublikası, Қарақалпақстан Республикасы, узб. Qoraqalpog`iston Respublikasi, Қорақалпоғистон Республикаси каз. Қарақалпақстан Республикасы, Қарақалпақстан, рос. Республика Каракалпакстан, Каракалпакия
2. ↑  Раніше існував у 1926—1963 роках, до 1957 — Шаббазький
3. ↑  Раніше існував у 1926—1959 під назвою Кара-Узяцький
4. ↑  Раніше існував у 1926—1963 роках.
5. ↑  Раніше існував у 1928—1963 під назвою Тахта-Купирський.
6. ↑  Раніше існував у 1926—1963 роках.